# Robert Le Cornu
Robert Cornu (ou Le Cornu), mort le  14  janvier 1252 à Nevers,   est un prélat français   du XIIIe siècle.  Il est fils de Simon Ier Le Cornu, seigneur de Villeneuve-la-Cornue, près de Montreuil,  et de Marguerite d'Aubusson. Robert  est frère de Gauthier  et Gilles, archevêques de Sens.

## Biographie
Robert Le Cornu est évêque de Nevers de 1240 à 1252/1253 et est remplacé  par son neveu Henri. En 1245, Robert écrit au pape Innocent IV pour l'engager à vérifier les miracles attribués à saint Edme, archevêque de Cantorbéry, mort à Soisy-Bouy en 1240, et à procéder ensuite à sa canonisation.
Robert Le Cornu permet aussi aux franciscains en 1251 de s'établir à Nevers.